# Anton Furlan
Anton Furlan (tudi Nino Furlan), slovenski novinar in politični organizator, * 15. december 1890, Trst, † (?).

## Življenjepis
Furlan je leta 1919 v Ljubljani izdal prvo in edino številko revije Bilje, ki je bila prva slovenska komunistična revija in nato oktobra istega leta kot nepodpisan, a dejanski izdajatelj edino številko druge slovenske komunistične revije Vstajenje. Oktobra 1919 so ga aretirali, zaprli in leta 1920 na sodišču v Celju obsodili na 8 mesecev zapora, nato so ga izgnali v Italijo, kjer se je za njim izgubila vsaka sled.